# 평창 나들목
평창 나들목(Pyeongchang IC)은 강원특별자치도 평창군 용평면 장평리에 설치된 영동고속도로의 32번 교차로이다. 용평면, 봉평면, 대화면 등지로 진출할 수 있으며, 영동고속도로에서 평창읍내로 가장 가까이 갈 수 있다. 개통 당시 명칭은 장평 나들목이었으나 2018년 동계 올림픽 개최를 계기로 평창군에서 나들목 명칭 변경을 추진해 2016년 1월 1일부터 현재의 명칭으로 변경되었다.

## 연혁
- 1975년 10월 14일 : 영동고속도로 새말 ~ 강릉 구간 개통에 따라 장평 교차로라는 이름으로 평면 교차로로 영업 개시[2]
- 1997년 10월 2일 : 1999년 12월까지 나들목 접속부 입체화 공사로 인해 강원도 평창군 용평면 장평리 790m 구간 도로구역 변경[3]
- 1999년 7월 15일 : 새말 요금소 ~ 월정 요금소 구간이 왕복 4차선으로 확장 개통되면서 나들목을 이전 및 장평 나들목으로 명칭 변경, 나들목에 요금소를 설치하고 통행료 징수 개시[4]
- 2016년 1월 1일 : 나들목 명칭을 장평 나들목에서 평창 나들목으로 변경

## 구조물 정보
- 위치: 강원특별자치도 평창군 용평면 장평리
- 영업소: 강원특별자치도 평창군 용평면 금송길 22

## 접속하는 도로
- 국도 제6호선 (경강로)
- 지방도 제408호선 (태기로)
- 간접 연결 : 국도 제31호선 (평창대로, 장평교 이용), 지방도 제424호선 (금당계곡로, 태기로 이용)

## 교통량 정보
| 요금소        | 통행량 (대/일) | 통행량 (대/일) | 통행량 (대/일) | 통행량 (대/일) | 통행량 (대/일) | 통행량 (대/일) | 통행량 (대/일) | 통행량 (대/일) | 통행량 (대/일) | 통행량 (대/일) | 각주  |
| 요금소        | 2001년         | 2002년         | 2003년         | 2004년         | 2005년         | 2006년         | 2007년         | 2008년         | 2009년         | 2010년         | 각주  |
| ------------- | -------------- | -------------- | -------------- | -------------- | -------------- | -------------- | -------------- | -------------- | -------------- | -------------- | ----- |
| 장평 (폐쇄식) | 1,908          | 2,116          | 2,311          | 2,381          | 2,423          | 2,531          | 2,721          | 2,487          | 2,535          | 2,505          | [ 5 ] |
| 평창 (폐쇄식) | 장평 요금소    | 장평 요금소    | 장평 요금소    | 장평 요금소    | 장평 요금소    | 장평 요금소    | 장평 요금소    | 장평 요금소    | 장평 요금소    | 장평 요금소    | [ 5 ] |
| 요금소        | 2011년         | 2012년         | 2013년         | 2014년         | 2015년         | 2016년         | 2017년         | 2018년         | 2019년         |                | [ 5 ] |
| 장평 (폐쇄식) | 2,509          | 2,557          | 2,676          | 2,841          | 평창 요금소    | 평창 요금소    | 평창 요금소    | 평창 요금소    | 평창 요금소    |                | [ 5 ] |
| 평창 (폐쇄식) | 장평 요금소    | 장평 요금소    | 장평 요금소    | 장평 요금소    | 3,045          | 3,043          | 3,058          | 2,785          | 2,630          |                | [ 5 ] |